# أحمد باسل فاضل
أحمد باسل فاضل هو لاعب كرة قدم عراقي محترف، من مواليد 19 أغسطس 1996، يلعب كحارس مرمى لنادي الشرطة والمنتخب العراقي.

## روابط خارجية
- أحمد باسل فاضل على موقع قاعدة بيانات كرة القدم.إي يو (الإنجليزية)
- أحمد باسل فاضل على موقع Soccerway.com (الإنجليزية)